# Quo vadis? (locuzione)
La locuzione latina quo vadis? significa 'dove vai?'.
Secondo il libro apocrifo degli Atti di Pietro, durante la persecuzione dei cristiani ordinata dall'imperatore Nerone, san Pietro sta fuggendo da Roma per evitare il martirio, quando sulla via Appia gli appare Gesù che cammina nella direzione opposta, verso la città.
Quo vadis, Domine? (Signore, dove vai?) chiede l'Apostolo
Eo Romam, iterum crucifigi (Vado a Roma, per essere crocifisso nuovamente) gli risponde Gesù.
L'apostolo capisce allora che Gesù, con questo segno, gli chiede di ritornare a Roma e accettare il martirio, e obbedisce. Secondo la tradizione, sarà crocefisso a testa in giù, su sua richiesta, non sentendosi degno di morire nello stesso modo del suo Maestro.

## Eredità culturale
L'episodio del Quo vadis? è famoso soprattutto per essere stato raccontato nel romanzo Quo vadis? dello scrittore polacco Henryk Sienkiewicz, al quale si sono ispirati diversi film.
Lungo la Via Appia, nei pressi delle catacombe di San Callisto, si trova oggi la piccola chiesa del "Domine quo vadis", che ricorda l'evento, visitata nel 1983 da Giovanni Paolo II, il quale definì il luogo di "speciale importanza nella storia di Roma e nella storia della Chiesa".